# حماية المصادر
حماية المصادر أو ما تسمى أحيانًا مبدأ سرية المصادر أو كما تسمى في الولايات المتحدة امتيازات المراسل هي حق ممنوح للصحفيين بموجب قوانين العديد من البلدان وأيضًا بموجب القانون الدولي. فهذا يعني وببساطة أن السلطات، بما فيها المحاكم، لا يمكن أن تجبر الصحفي على الكشف عن الهوية المجهولة لمصدر الخبر. ويستند هذا الحق على إقرار أنه بدون ضمانة قوية بعدم الكشف عن الهوية، فسيحجم الكثير من الناس عن الذهاب إلى الصحفيين ومشاركتهم أخبارًا تهم عامة المجتمع. نتيجة لذلك قد تظل مشاكل مثل الفساد أو الجرائم غير مُكتشفة ولا يواجهها أحد، ويكون ذلك في النهاية على حساب المجتمع ككل. وعلى الرغم من هذه الحماية القانونية فإن انتشار استخدام الاتصالات الإلكترونية -التي يمكن تتبعها- بين الصحفيين ومصادرهم يوفر للحكومات أداة لتحديد المصدر الرئيسي للمعلومات. في الولايات المتحدة تؤكد الحكومة الفيدرالية أنه من الناحية القانونية لا وجود لهذه الحماية.

## أمثلة
المثال المشهور عن استخدام مصدر مجهول هو سلسلة مقالات مراسلي جريدة واشنطن بوست مثل بوب ودورد وكارل برنشتاين والتي كشفت عن فضيحة ووترغيت التي أدت في النهاية إلى استقالة رئيس الولايات المتحدة الأمريكية ريتشارد نيكسون. حيث اعتمد وودوارد وبرنشتاين بشكل واسع على المعلومات المقدمة من قبل شخص معروف للعالم تحت الاسم المستعار ديب ثرووت فقط. وفي عام 2005 كشف ويليام مارك فيلت، الذي كان في ذلك الوقت يشغل منصب مدير مساعد في الولايات المتحدة مكتب التحقيقات الفيدرالي أن المصدر كان «ديب ثرووت».
لم يضطرا وودوارد وبرنشتاين إلى الاحتجاج بقاعدة حماية مصادر المعلومات حيث إن السلطات الأمريكية لم تحاول الكشف عن هوية «ديب ثرووت». كما تعتبر قضية بارت موس وجوست دي هاس من الجريدة اليومية دي تليجراف الهولندية مثالاً للتطبيق القانوني للحق في حماية المصدر. وفي مقال نشر في يناير 2006 زعم الصحفيون وجود تسرُب أخبار من المُخابرات الهولندية ونقلا الدعوى عن ملف رسمي عن منك كوك، وهو مجرم سيئ السمعة. وزعما أيضًا أن الملف المعني قد سقط في يد كوك نفسه. وأدت تحقيقات الشرطة لاحقًا إلى رفع دعوى قضائية على بول إتش وكيل المتهم ببيع الملف المعني. وبناءً على الطلبات المقدمة من قبل النيابة والدفاع، أمر قاضي التحقيق في هذه القضية بالكشف عن مصدر الأخبار بحجة أن ذلك كان ضروريًا لحماية الأمن القومي وضمان محاكمة عادلة لـ إتش. وتم اعتقال الصحفيين في وقت لاحق لرفضهما الامتثال لأمر الكشف عن المصادر، ولكن أطلق سراحهما في الاستئناف بعد ثلاثة أيام في 30 نوفمبر. واعتبرت محكمة مقاطعة لاهاي أن مصلحة الأمن القومي التي يخدمها النظام في هذه القضية كانت ثانوية وليست على نفس درجة الأهمية ويجب ألا تعلو على قاعدة حماية المصادر.
في عصر الاتصالات الحديث تعتمد قدرة الصحفيين على حماية مصادرهم بشكل متزايد على مدى ملاءمة الكمبيوتر وتدابير أمن الاتصالات التي يستخدمونها. وفي يونيو 2010 ناقش بيل كيلر ثم رئيس التحرير التنفيذي لصحيفة نيويورك تايمز وألان روسبردجر رئيس تحرير صحيفة الغارديان البرقيات السرية المقدمة لهم من ويكيليكس عبر خط هاتف دولي غير مُشفّر. لم يكن لدى جريدة التايمز أدوات اتصالات آمنة يمكن توفيرها بسرعة عند التعامل مع مسائل طارئة مثل هذه على الرغم من تاريخها في التعامل مع المخبرين في المواد التقاريرية مثل اعتراض وكالة الأمن القومي للمكالمات الدولية الأمريكية.

## القانون الدولي
تشير مُختلف هيئات القانون الدولي إلى أن الاعتراف بالحق في حماية المصادر يأتي ضمنيًا في الاعتراف بالحق في حرية التعبير.
في أوروبا نصّت محكمة حقوق الإنسان الأوروبية في قضية عام 1996 المرفوعة من جدوين على المملكة المتحدة على أن حماية المصادر الصحفية هو واحد من الشروط الأساسية لحرية الصحافة... وبدون هذه الحماية قد تمتنع المصادر عن مساعدة الصحافة في إعلام الرأي العام بشأن المسائل ذات المصلحة العامة، كنتيجة لذلك قد ينهار الدور الحيوي للصحافة في الرقابة العامة وقد تتأثر قدرة الصحافة على توفير معلومات دقيقة وموثوق بها سلبًا، “ وخلصت المحكمة إلى أن الرغبة في«علو مطلب المصلحة العامة»، من أجل الكشف عن المصادر هو أمر ينتهك ضمان حرية التعبير في المادة 10 الاتفاقية الأوروبية لحقوق الإنسان.
في أعقاب قضية جدوين أصدرت اللجنة الوزارية للمجلس الأوروبي توصية للدول الأعضاء حول كيفية تطبيق قاعدة حماية المصادر في تشريعاتها الداخلية. وقد دعت منظمة الأمن والتعاون في أوروبا أيضًا الدول إلى احترام هذا الحق.
في الأمريكتين تم الاعتراف بقاعدة حماية المصادر الصحفية في إعلان البلدان الأمريكية لمبادئ حرية التعبير , والذي ينص في المبدأ 8 على أن «كل ناقل ومتواصل اجتماعي لديه الحق في الاحتفاظ بسرّية مصدر المعلومات والملاحظات الشخصية المتواصل معها والمحفوظات المهنية».
وفي إفريقيا اعتمدت اللجنة الأفريقية لحقوق الإنسان والشعوب إعلان مبادئ حرية التعبير في إفريقيا والذي يتضمن الحق في حماية المصادر الصحفية بموجب المبدأ الخامس عشر.